# ساوه، بنین
ساوه (به فرانسوی: Savé) شهری در استان کولینس واقع در کشور بنین است که در سال ۱۹۹۲ میلادی ۴۵٬۴۰۳ نفر جمعیت داشته و جمعیت آن در سال ۲۰۰۵ میلادی به ۷۵٬۹۷۰ نفر رسیده‌است.